# 新卢萨卡体育场
新卢萨卡体育场（New Lusaka Stadium）位于赞比亚共和国首都卢萨卡西北郊，西邻北大街（Great North Rd.），主要由体育场东、西、南、北看台、田径运动场组成。体育场总建筑面积47855㎡。固定座位数为50,009座。
为建成既能承担本国、非洲杯足球赛和田径赛等比赛，又能适应经常性的群众体育、文化活动，遵照“功能比较完善、标准适当超前”的总原则，体现“绿色、人文、科技”的体育主题，在满足中华人民共和国的建筑规范的基础上并满足国际足联规定的足球场馆建设要求。体育场由东、南、西、北四个看台围合成椭圆形平面，东西两侧是主要看台，设双层看台，南北看台为单层。内部设有105m×68m的满足足联标准的比赛足球场地及400m环形跑道的田径场。
根据中国政府与赞比亚政府2011年2月25日签署的中赞合作备忘录，新卢萨卡体育场及老体育场西看台重建工程全部由中华人民共和国商务部提供融资，项目规格参照已建成的援赞恩多拉体育场。总项目造价6.6亿元人民币，由上海建工海外事业部总承包，同济大学建筑设计研究院设计。于2011年1月由回良玉副总理代表中国政府奠基，目前正处于设备安装和钢结构施工中，预计于2013年竣工并投入使用。

## 建筑与结构设计
建筑的灵感来源于赞比亚的国花——叶子花，体育场的建筑采用框架结构充分利用结构的大跨度和钢结构马鞍型大挑蓬上覆彩色膜材，反映出体育建筑持有的形象特征。体育场建筑外墙，采用干挂铝塑板幕墙与局部玻璃幕墙相结合的形式，细部处理追求简洁纯粹，轻盈而富现代感。体育场还在消防，节能，环保，无障碍设计和防白蚁等方面均有较充分的考虑。
体育场平面整体呈椭圆形，看台与室外大平台设缝脱开。体育场自身通过设置四道变形缝，形成东南西北四个独立看台。看台为钢筋混凝土框架结构，抗震等级一级，依据美国设计规范UBC，赞比亚首都卢萨卡地震区划分为：2A，按中国设防烈度7度(0.1g)进行抗震设防。虽然利用变形缝将整个体育场分为四个独立的看台，但各自总长度仍超长，采取设置后浇带等综合措施减少混凝土的收缩和温度应力，并加强薄弱部分构造。并且在看台结构采用纤维混凝土。由于柱下荷载差异较大，且本工程自然场地标高南北差约10米，所以根据负担荷载大小的不同，采用柱下独立基础或条形基础；在支撑上部屋盖的看台后两排柱下增加了人工挖孔桩，以控制整个看台的变形差异。
上部梁柱、楼盖、看台材料均采用现浇混凝土。东西看台内环全长170米，外环全长248米，看台顶标高约23.5米。南北看台内环长约113米，外环长约194米，看台高14.7米。体育场屋盖为桁架结构。屋面内圈曲线为竖向椭圆柱面与东西向圆柱面空间相交现成的马鞍状空间曲线。屋面内圈马鞍形曲线最高点在东西看台中部与最低点在南北看台中部，二者高差为10m。每个屋面单元呈壳型，覆盖两条轴线的范围。各屋盖单元顺内圈马鞍形曲线的高度沿体育场四周布置排列。沿前缘马鞍形曲线设置一联系桁架。此联系桁架使各屋面单元能够共同抵抗竖向力，形成整体空间作用。